# Iosîpivka, Busk
Iosîpivka (în ucraineană Йосипівка) este un sat în comuna Ojîdiv din raionul Busk, regiunea Liov, Ucraina.

## Demografie
Componența lingvistică a localității Iosîpivka
     Ucraineană (99,47%)
     Alte limbi (0,53%)
Conform recensământului din 2001, majoritatea populației localității Iosîpivka era vorbitoare de ucraineană (99,47%), existând în minoritate și vorbitori de alte limbi.